# Jucu
Jucu (in ungherese Zsuk) è un comune della Romania di 4133 abitanti, ubicato nel distretto di Cluj, nella regione storica della Transilvania.
Il comune è formato dall'unione di 5 villaggi: Gădălin, Juc-Herghelie, Jucu de Mijloc, Jucu de Sus, Vișea.
La sede comunale è ubicata nell'abitato di Jucu de Sus.
Dal 2008 è parte integrante della Zona metropolitana di Cluj Napoca.